# Tjänstetandläkarna
Tjänstetandläkarna (Tjänstetandläkarföreningen), är en facklig organisation för alla anställda tandläkare i Sverige. I huvudsak bevakar föreningen frågor relaterade till förhållandet mellan arbetstagare och arbetsgivare. Föreningen samlar drygt 3650 av Sveriges anställda tandläkare. Svensk tandläkarlegitimation är ett krav för medlemskap.

## Organisation
Tjänstetandläkarna är en av de fyra riksföreningar som Sveriges Tandläkarförbund utgörs av. Tillsammans med TEV – tandläkare Egen Verksamhet, SOL (Sveriges Odontologiska Lärare) och Stud (Studerandeföreningen) samverkar Tjänstetandläkarna inom ramen för den paraplyorganisation som Tandläkarförbundet utgör. 
De tandläkare som är medlemmar i Tjänstetandläkarna är genom Tandläkarförbundet även anslutna till Sveriges Akademikers Centralorganisation, Saco. Tillsammans med ett stort antal förbund inom Saco samverkar Tjänstetandläkarna i förhandlingsfrågor med arbetsgivarorganisationer. 
Tjänstetandläkarna består av 23 lokalavdelningar vars arbete drivs av drygt 120 förtroendevalda tandläkare som själva är yrkesverksamma inom det område där avdelningens medlemmar är verksamma. 
Organisationerna är partipolitiskt obundna.

## Historik
Redan i mitten på 1800-talet började ett antal tandläkare i Sverige att organisera sig i syfte att vara med och påverka det som berör det egna yrket. I sin nuvarande form har Tjänstetandläkarna funnits sedan 1990. Innan det ingick föreningen i Sveriges Tandläkarförbund, tandläkarnas yrkesorganisation, som det fortfarande finns ett starkt samarbete med.